# Matanao
Matanao is een gemeente in de Filipijnse provincie Davao del Sur op het eiland Mindanao. Bij de laatste census in 2007 had de gemeente bijna 50 duizend inwoners.

## Geografie

### Bestuurlijke indeling
Matanao is onderverdeeld in de volgende 33 barangays:
| - Asbang - Asinan - Bagumbayan - Bangkal - Buas - Buri - Cabligan - Camanchiles - Ceboza - Colonsabak - Dongan-Pekong | - Kabasagan - Kapok - Kauswagan - Kibao - La Suerte - Langa-an - Lower Marber - Manga - New Katipunan - New Murcia - New Visayas | - Poblacion - Saboy - San Jose - San Miguel - San Vicente - Saub - Sinaragan - Sinawilan - Tamlangon - Tibongbong - Towak |

## Demografie
Matanao had bij de census van 2007 een inwoneraantal van 49.806 mensen. Dit zijn 2.890 mensen (6,2%) meer dan bij de vorige census van 2000. De gemiddelde jaarlijkse groei komt daarmee uit op 0,83%, hetgeen lager is dan het landelijk jaarlijks gemiddelde over deze periode (2,04%). Vergeleken met de census van 1995 is het aantal mensen met 6.351 (14,6%) toegenomen.

De bevolkingsdichtheid van Matanao was ten tijde van de laatste census, met 49.806 inwoners op 202,4 km², 246,1 mensen per km².